# Мина Костова
Мина Илиева Костова е българска актриса. Занимава се активно с озвучаване на реклами, филми и сериали.
Участва в нахсинхронните дублажи на филми като „Малката русалка“, „Роботи“, „Рататуй“, „Коледна песен“, „Мегаум“, „Муминтрол в преследването на кометата“, „Алфа и Омега“, както и в тези от поредицата Барби.
Озвучава още в анимационни сериали като „Бен 10“ (дублаж на Александра Аудио), „Бен 10: Извънземна сила“, „Бен 10: Ултра извънземен“, „Домът на Фостър за въображаеми приятели“, „Легионът на супергероите“, „Скуби-Ду! Мистерия ООД“, „Редакай“ и други.
Костова участва и в дублажите на редица игрални сериали, сред които „Дързост и красота“, „Изпепеляваща страст“, „Случаите на Поаро“ (дублаж на TV7), „Вероника Марс“, „Частна практика“ (дублаж на БНТ), „В обувките на Сатаната“ (сезони 1–2), „Островът на обречените“ (дублаж на Александра Аудио), „Късмет, Чарли!“, „Малки сладки лъжкини“, „Отмъщението“, „Убийства в Рая“ (сезони 1–5), „Партньори (сериал, 2012)“ „Светкавицата“, „Агент Картър“, „Не ме оставяй“, „Богатите също плачат“, „Трима братя, три сестри“ (втори сезон) и „Луна“.
| Актриса               | Заглавия | Роли                                                         |
| --------------------- | --- | ------------------------------------------------------------ |
| Ана Кендрик           | Вдън горите (първи дублаж на студио Доли) Майк и Дейв си търсят гаджета | Пепеляшка Алис                                               |
| Ана Фарис             | Облачно с кюфтета Облачно с кюфтета 2: Отмъщението на огризките | Саманта „Сам“ Спаркс                                         |
| Ани Потс              | Ловци на духове (дублаж на студио Тайтъл Бе-Ге) Ловци на духове 2 (дублаж на студио Тайтъл Бе-Ге)                                                                             | Джанин Мелниц                                                |
| Ашли Джонсън          | Бен 10: Извънземна сила Бен 10: Ултра-извънземен Бен 10: Омнивърс | Гуен Тенисън                                                 |
| Грей Делайл           | Кръстници вълшебници (дублаж на студио Доли) Върховни отмъстители Върховни отмъстители 2 Могъщата пчела Том и Джери и Магьосникът от Оз                                       | Вики и Туути Джанет Пим/Осата Порша Гибънс Дороти Гейл       |
| Дженифър Лав Хюит     | Вече не мога да чакам Фатални жени (втори дублаж) Шепот от отвъдното (в сезон 1 и в сезон 2 на Александра Аудио) Специални клиенти                                            | Аманда Бекет Пейдж Конърс Мелинда Гордън Райли Паркс         |
| Дженифър Хейл         | Легионът на супергероите Пепеляшка 3: Вихърът на времето Скуби-Ду! Мистерия ООД (в сезон 1 на Александра Аудио) Зеления фенер: Анимационният сериал                           | Императрица Емералд и други Пепеляшка Торн Гията             |
| Джоди Бенсън          | Малката русалка Малката русалка 2: Завръщане в морето Малката русалка: Началото на Ариел Ралф разбива интернета                                                               | Ариел                                                        |
| Ейприл Уинчъл         | Мики, Доналд, Гуфи: Тримата мускетари Легионът на супергероите Финиъс и Фърб                                                                                                  | Кларабел Уинема Уазу Принцеса Лея                            |
| Кристи Карлсън Романо | Ким Суперплюс (дублаж на TV7) Лило и Стич: Сериалът (дублаж на TV7) | Ким Суперплюс                                                |
| Лорън Том             | Футурама Легионът на супергероите | Ейми Уонг Бялата вещица                                      |
| Маккена Грейс         | От местопрестъплението: Кибер атаки (дублаж на студио Доли) Пес патрул: Супер филмът                                                                                          | Мишел Мъндо Скай                                             |
| Мег Донъли            | Зомбита Зомбита 2 Зомбита 3 | Адисън                                                       |
| Мег Райън             | Развален телефон (дублаж на bTV) Жените | Ийв Мозел Мери Хейнс                                         |
| Миранда Косгроув      | Твоите, моите и нашите (дублаж на TV7) I-Карли (дублаж на TV7) | Джони Норт Карли Шей                                         |
| Пени Балфор           | Артур и минимоите (дублаж на Александра Аудио) Артур и отмъщението на Малтазар (дублаж на Арс Диджитал Студио) Артур и войната на двата свята (дублаж на Арс Диджитал Студио) | Розита „Роуз“ Съчът Монтгомъри                               |
| Рене Зелуегър         | История с пчели Чудовища срещу извънземни | Ванеса Блум Кейти                                            |
| Тара Стронг           | Легионът на супергероите Симбионичен титан | Императрица Емералд, Алексис Лутор и други Илана             |
| Тика Съмптър          | Пъстро семейство Соник: Филмът Соник: Филмът 2 Накълс Соник: Филмът 3 | Алиша Джонсън Мади Уаковски                                  |
| Трес Макнийл          | Загадките на Силвестър и Туити (дублаж на TV7) Футурама Мики, Доналд, Гуфи: Тримата мускетари                                                                                 | Г-ца Смит, Камериерката Дора, Миопия и други Майка Дейзи Дък |
| Алина Кукушкина       | Маша и Мечока | Маша                                                         |

## Филмография
- „Откраднат живот“ – Надежда (майка) (сезон 4; епизод 17) (2017)

## Други дейности
От април 2019 г. до началото на 2020 г. е ръководител, заедно с Таня Михайлова, на театралната школа към детската занималня „9Музи“.